# Hymenophyllum ivohibense
Hymenophyllum ivohibense är en hinnbräkenväxtart som beskrevs av Tard. Hymenophyllum ivohibense ingår i släktet Hymenophyllum och familjen Hymenophyllaceae. Inga underarter finns listade.